# Kaiser Jeep M715
Kaiser Jeep M715 — малотоннажный грузовой автомобиль повышенной проходимости, производимый американской компанией Chrysler (отделение Jeep) с 1967 года. За его основу был взят автомобиль Jeep Gladiator[прояснить].

## Модификации
- M715 — базовая модификация грузоподъёмностью 2350 кг.
- M724 — кунг.
- M725 — санитарный автомобиль.
- M726 — связной автомобиль.

## Эксплуатация
Автомобиль Kaiser Jeep M715 эксплуатируется в США, Аргентине, Мьянме, Боливии, Колумбии, Южной Корее, Эквадоре, Гватемале, Гондурасе, Индии, Израиле, Мексике, Перу и Венесуэле.

## Галерея

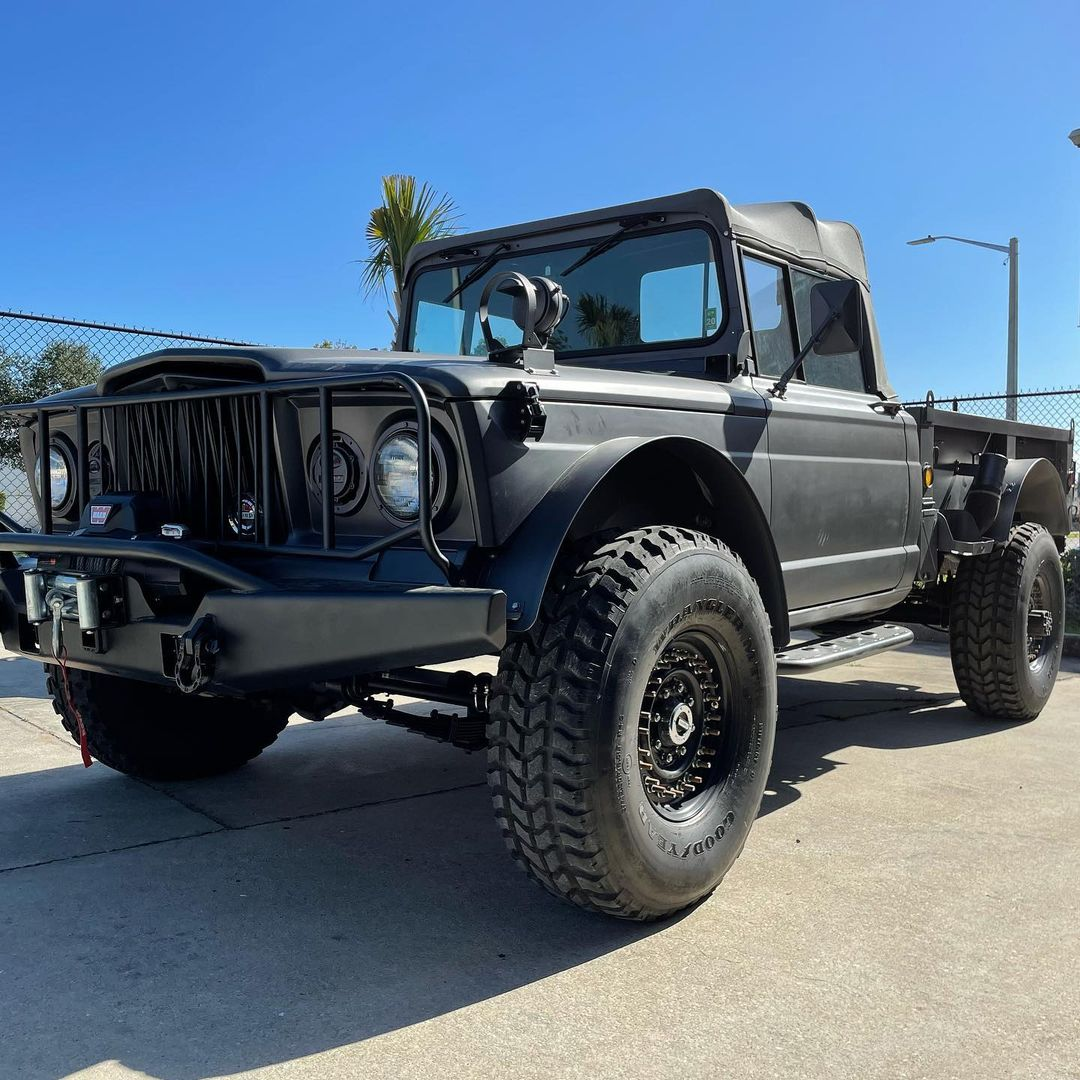
Kaiser Jeep M715
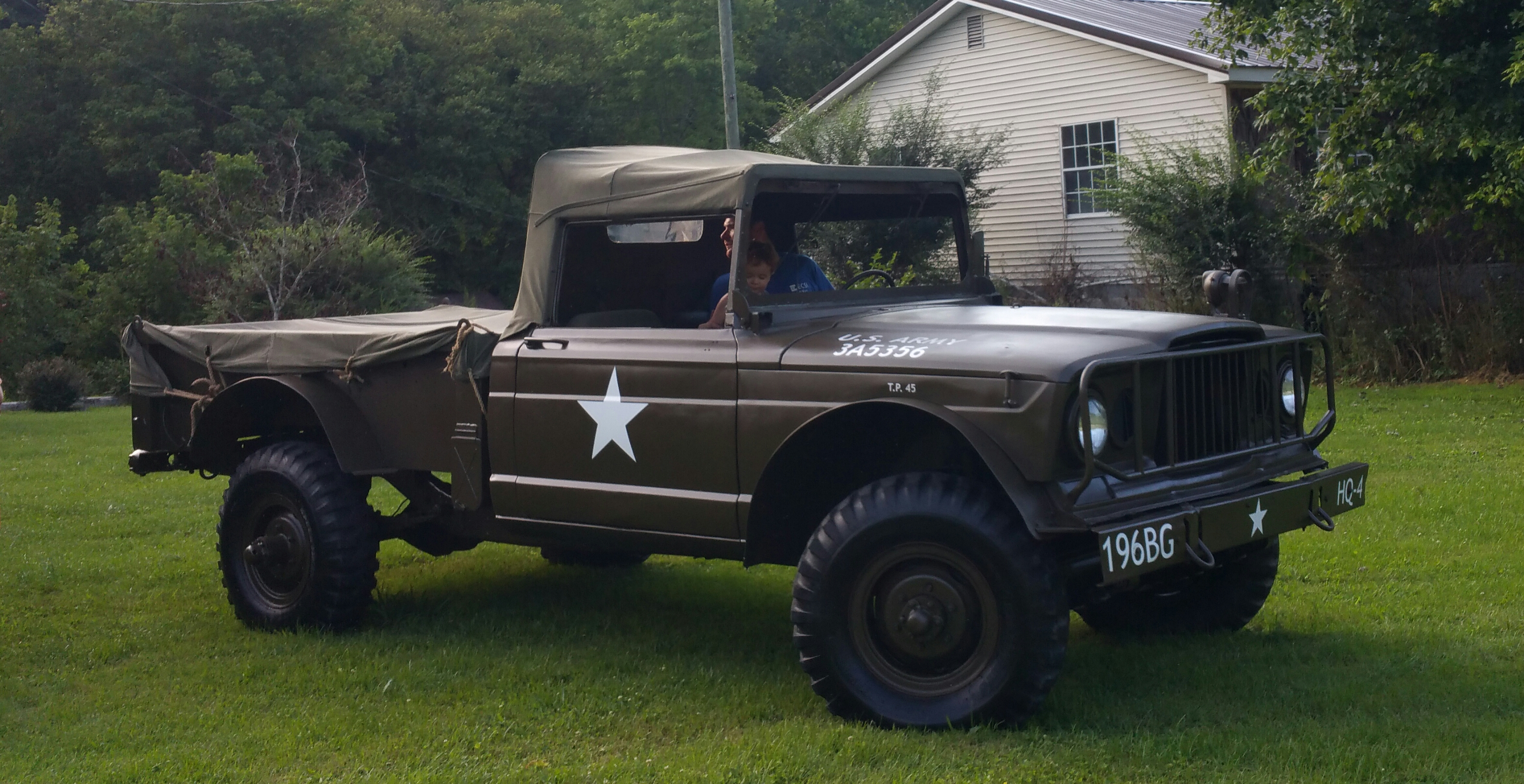
Kaiser Jeep M715
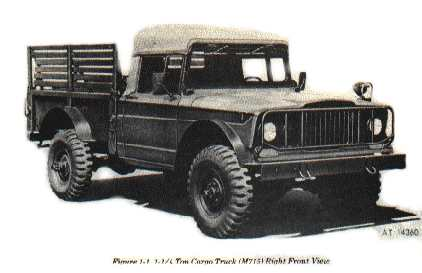
Kaiser Jeep M715
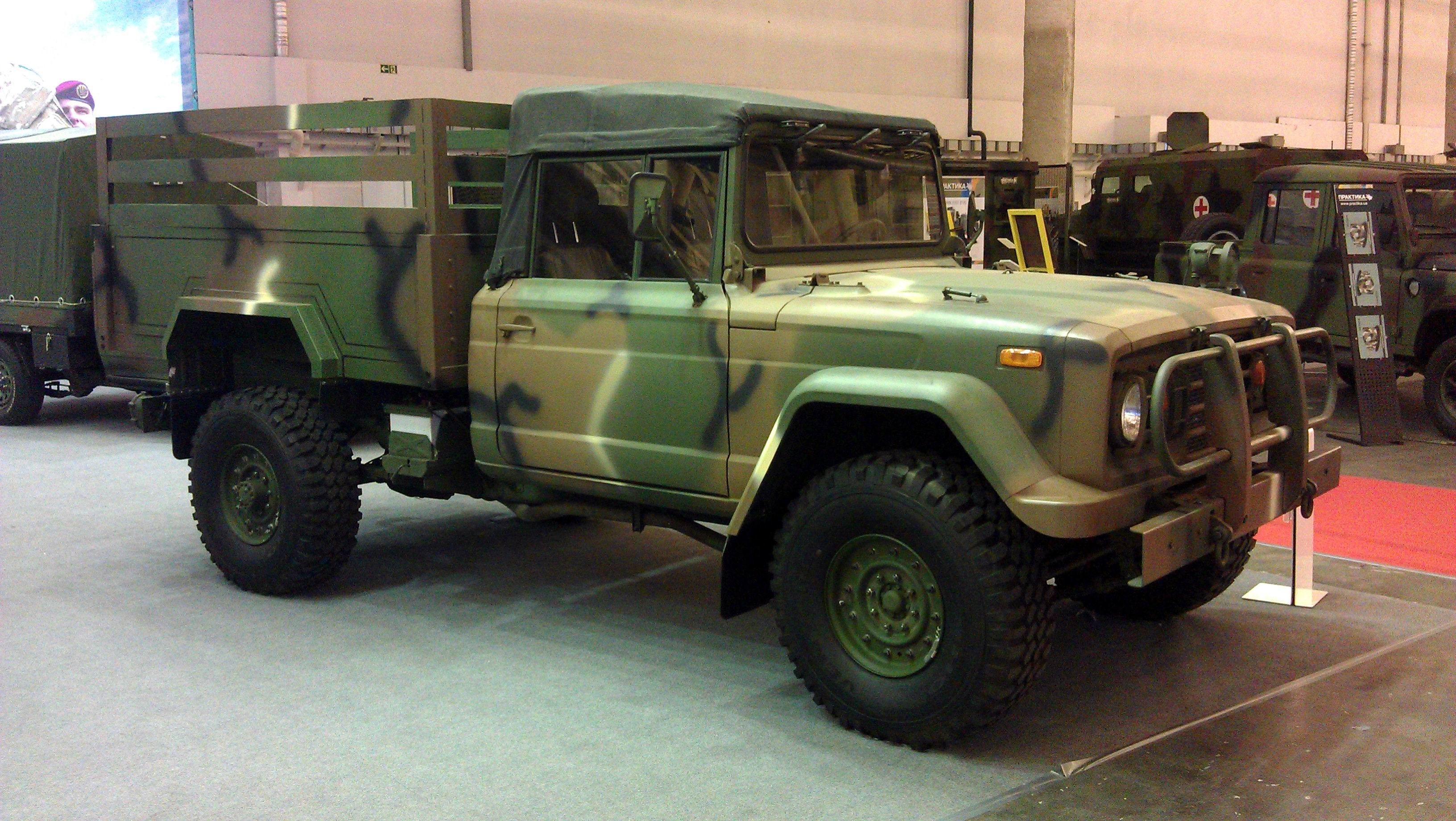
Kia KM450